# Wiktoria Marinowa
Wiktoria Marinowa, bułg. Виктория Маринова (ur. 7 września 1988, zm. 6 października 2018 w Ruse) – bułgarska dziennikarka.

## Życiorys
Studiowała na uniwersytecie im. Angela Kanczeva w Ruse. Przed rozpoczęciem pracy dziennikarskiej pracowała jako modelka. Potem zaczęła pracę na kanale TVN, jednej z najpopularniejszej stacji telewizyjnej w północno-wschodniej Bułgarii. Awansowała na stanowisko dyrektora administracyjnego kanału telewizyjnego TVN w Ruse. Od 30 września 2018 roku prowadziła nowy program talk-show „Detector”. Badała projekty finansowane przez firmy konsultingowe warte setki milionów lewów bułgarskich. Według kanału telewizyjnego TVN, w kradzież byli zaangażowani wysocy urzędnicy państwowi, w tym premier Bułgarii Bojko Borisow.

### Zabójstwo
6 października 2018 roku Marinowa została brutalnie zamordowana. Jej ciało znaleziono w parku bułgarskiego miasta Ruse koło Dunaju. 21-letni Seweryn Krasimirow został aresztowany pod zarzutem gwałtu i zabójstwa z premedytacją. Został skazany na 30 lat więzienia,